# PET (organizacja konspiracyjna)
PET – nieliczna organizacja młodzieży szkolnej o nazwie zapożyczonej od organizacji młodzieżowej sprzed I wojny światowej (PET – Związek Młodzieży Polskiej „Przyszłość”), wywodzącej się z założonego w 1899 roku z inicjatywy Zygmunta Miłkowskiego ZET-u (Związek Młodzieży Polskiej). 

## Historia organizacji
Początki działalności organizacji sięgają jeszcze 1939 roku, ale zorganizowaną formę pod nazwą PET przyjęła ona dopiero w 1941 roku. Organizacja liczyła w dwóch okręgach dzielnicowych – północnym tzw. „PET żoliborski” oraz południowy „PET mokotowski” niewiele ponad 100 osób w wieku od 18 do 24 lat. Początkowo głównymi celami było samokształcenie w ramach tajnego nauczania. Dopiero później po zetknięciu jednej z grup PET-u z Szarymi Szeregami rozpoczęła także działalność na polu małego sabotażu (w „Wawrze”), a w roku 1942 włączyła się całkowicie w Szare Szeregi, dając swych najlepszych ludzi przede wszystkim do Grup Szturmowych. Zastępcą dowódcy słynnego oddziału „Parasol” stał się przywódca żoliborskiego PET-u Jerzy Zborowski, a Andrzej Romocki, zarządzający mokotowskim PET-em, stał się później dowódcą II kompanii batalionu „Zośka”.
Członkowie organizacji wydawali własne pisemko pod nazwą „Przyszłość” pod redakcją Stanisława Leopolda.